# Boleiros (Fátima)
Boleiros é um lugar na freguesia de Fátima, no concelho de Ourém, distrito de Santarém, pertencente à província da Beira Litoral, na região do Centro e sub-região do Médio Tejo, em Portugal.
Tem como orago a Nossa Senhora do Livramento e Santa Bárbara, as quais se devotam na capela local.